# Coryanthes macrantha
Coryanthes macrantha es una orquídea de hábito epífita originaria de Sudamérica.

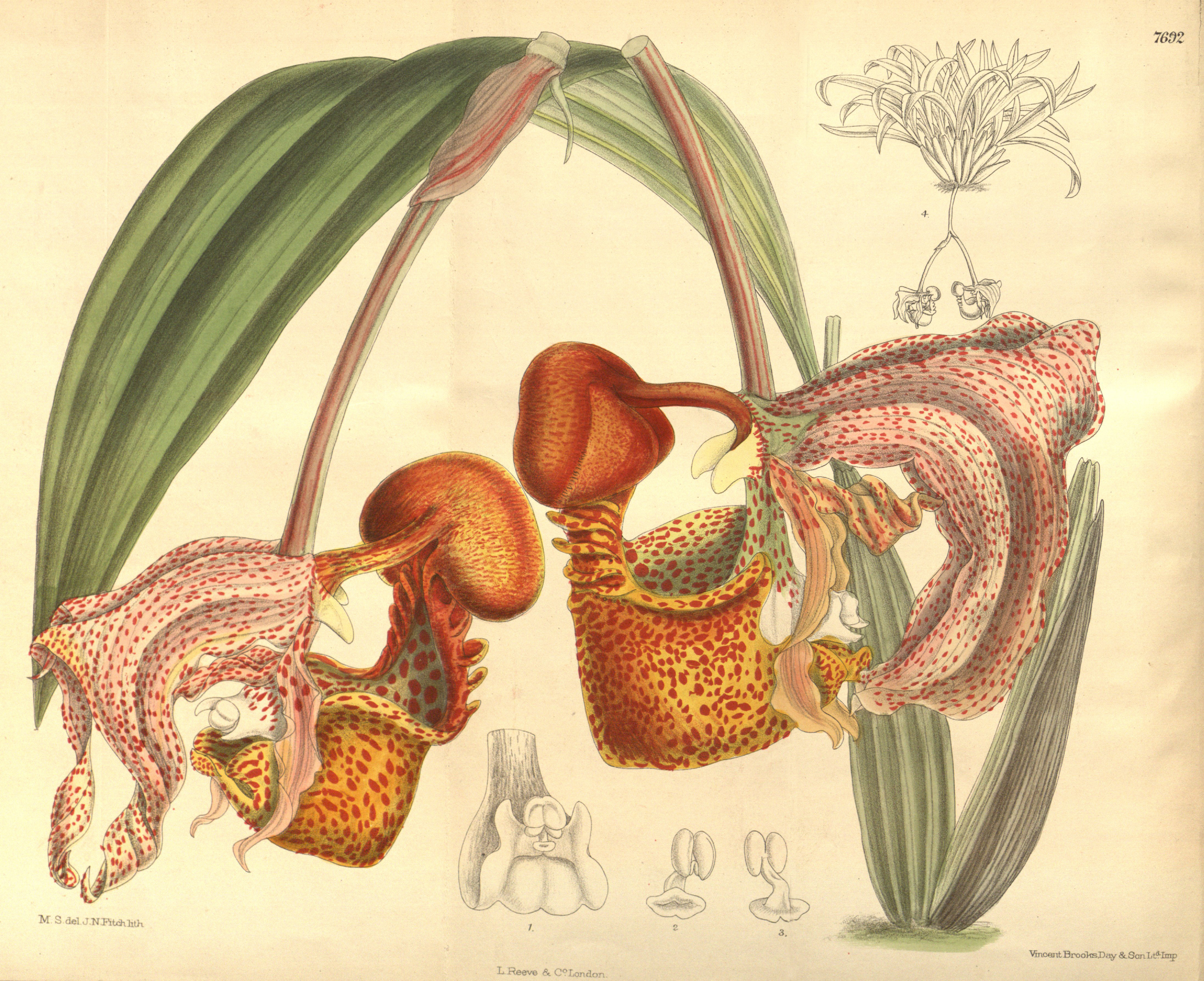
Ilustración

## Descripción
Es una orquídea de tamaño grande, que prefiere el clima cálido creciendo como epifita con pseudobulbos estrecho ovoides sulcados, con hojas bifoliadas, lanceoladas,  plegadas, con un peciolo acanalado  canalizado. Florece en una inflorescencia basal, colgante,de 30 cm de largo, con 1-2 flores bracteadas, inflorescencia que surge de un pseudobulbo maduro que lleva flores grandes (13 cm), de cera, de corta duración, fragantes con fuerte olor a menta y que se producen en el verano. Esta planta se encuentra a menudo asociada con hormigas, pero que no es la regla.

## Distribución
Se encuentra en Trinidad, Guayana Francesa, Surinam, Guyana, Venezuela, Colombia, Perú y Brasil en los bosques tropicales húmedos de tierras bajas.

## Taxonomía
Coryanthes macrantha fue descrita por (Hook.) Hook.  y publicado por primera vez en Botanical Magazine 58: sub t. 3102. 1831.
Etimología
Coryanthes: (abreviado Crths.) nombre genérico que procede del griego "korys" = "casco" y de "anthos" = "flor" en alusión al epiquilo del labelo parecido a un casco.

macrantha: epíteto latino que significa "con grandes flores".
Sinonimia
- Gongora macrantha Hook.
- Panstrepis paradoxa Raf.[5][6]